# 日本ヘルスケア投資法人
日本ヘルスケア投資法人（にっぽんヘルスケアとうしほうじん）は、日本のヘルスケア施設を投資対象とするJ-REIT。2020年4月1日に日本賃貸住宅投資法人に吸収合併され、大和証券リビング投資法人となった。

## 概要
2014年1月7日に大和証券グループの大和リアル・エステート・アセット・マネジメントと、エイ・アイ・ピー・ジャパン合同会社が設立。
2014年11月5日に高齢者施設や介護施設を専門に組み入れる国内初の上場投資信託（ヘルスケアリート）として、東京証券取引所に上場した。住居や商業用施設を投資対象とするリートの投資対象の一部に高齢者施設が組み入れられたものはあったが、特化型は初めてであった。
資産運用会社は大和リアル・エステート・アセット・マネジメント（大和証券グループ本社の100%子会社）。 

## 沿革
- 2013年12月25日 - 設立企画人（大和リアル・エステート・アセット・マネジメント株式会社）による投信法第69条第１項に基づく本投資法人の設立に係る届出。
- 2014年
  - 1月7日 - 投信法第166条に基づく本投資法人の設立の登記、本投資法人の成立。
  - 1月8日 - 投信法第188条に基づく本投資法人の登録の申請
  - 2月5日 - 内閣総理大臣による投信法第187条に基づく本投資法人の登録の実施（登録番号 関東財務局長 第89号）。
  - 11月4日 - 日本国内における公募による新投資口の発行
  - 11月5日 - 東京証券取引所に上場。
- 2020年
  - 3月30日 - 上場廃止。
  - 4月1日 - 日本賃貸住宅投資法人に吸収合併。日本賃貸住宅投資法人は大和証券リビング投資法人に商号変更。